# 크로아티아의 공휴일
크로아티아의 공휴일은 다음과 같다.
| 날짜           | 공휴일 이름                 | 비 고                           |
| -------------- | --------------------------- | ------------------------------- |
| 1월 1일        | 새해 첫날                   |                                 |
| 1월 6일        | 주님 공현 대축일            |                                 |
| 3~4월 중(이동) | 이스터 먼데이               | 부활절 다음날                   |
| 5월 1일        | 노동절                      |                                 |
| 5월 30일       | 독립기념일                  |                                 |
| 5~6월 중(이동) | 그리스도의 성체 성혈 대축일 | 부활절로부터 60일째 되는 목요일 |
| 6월 22일       | 반파시즘 투쟁의 날          |                                 |
| 8월 5일        | 전승기념일                  |                                 |
| 8월 15일       | 성모 승천 대축일            |                                 |
| 11월 1일       | 모든 성인 대축일            |                                 |
| 11월 18일      | 분쟁 희생자 추모의 날       |                                 |
| 12월 25일      | 크리스마스                  |                                 |
| 12월 26일      | 성 스테파노 축일            |                                 |